# Mouge
Die Mouge ist ein Fluss in Frankreich, der im Département Saône-et-Loire in der Region Bourgogne-Franche-Comté verläuft. Sie  entspringt beim Weiler Les Quatre Vents im Gemeindegebiet von Donzy-le-Pertuis, entwässert in einer S-Kurve von Nordost über Südost nach Nordost durch die Landschaft Mâconnais und mündet nach rund 20 Kilometern im Gemeindegebiet von La Salle als rechter Nebenfluss in die Saône. In ihrem Mündungsabschnitt quert die Mouge die Autobahn A6 und die Bahnstrecke Paris–Marseille.

## Orte am Fluss
(Reihenfolge in Fließrichtung)
- Donzy-le-Pertuis
- Azé
- Saint-Maurice-de-Satonnay
- Laizé
- Charbonnières
- La Salle

## Sehenswürdigkeiten
- Château de La Salle, Schloss aus dem 19. Jahrhundert in Flussnähe – Monument historique[4]